# Stenophylax caesareus
Stenophylax caesareus là một loài Trichoptera trong họ Limnephilidae. Chúng phân bố ở miền Cổ bắc.